# L'Histoire de Pi
Cet article concerne le roman. Pour le film, voir L'Odyssée de Pi. Pour l'histoire du nombre π, voir pi#Histoire.
L'Histoire de Pi (en anglais : Life of Pi) est un roman fantastique écrit par Yann Martel (Canada) et publié en 2001. Le héros, Piscine Molitor Patel, dit Pi, un jeune Indien de Pondichéry, explore dès l'enfance les questions sur la spiritualité et le sens pratique. Survivant d'un naufrage, il traverse l'océan Pacifique pendant 227 jours dans un canot de sauvetage, en compagnie d'un tigre du Bengale.
Le roman a été refusé par plus de cinq maisons d'édition londoniennes. Il a finalement été accepté par l'édition Knopf Canada, qui l'a publié en septembre 2001. L'édition britannique a gagné le prix Booker de fiction l'année suivante. Le roman a gagné également le prix sud-africain Boeke en 2003 et, en 2004, le prix d'Asie-Pacifique de littérature comme meilleure fiction pour adulte des années 2001 à 2003. D'autres récompenses lui ont été remises pour le même ouvrage, comme le prix Hugh-MacLennan.

## Survol
Le drame débute lorsque le père de Piscine Molitor Patel surnommé Pi Patel, décide de s'établir au Canada avec sa famille et quelques animaux qui faisaient partie de son zoo à Pondichéry. Pour le malheur de Pi, le navire coule et il est le seul rescapé humain qui a trouvé refuge dans un canot de sauvetage. Les autres rescapés sont un orang-outan, une hyène, un zèbre et un tigre du Bengale. S'ensuit une lutte pour la survie dans sa forme la plus primitive, car Pi doit non seulement subir la faim, la soif et les éléments, mais doit aussi se préserver des attaques du tigre.
De façon schématique, le livre peut être divisé en trois parties, mais le style d'écriture, fluide, permet de regarder le roman comme un tout indissociable. La première partie est une réflexion sur la spiritualité et la vie indienne à travers les yeux d'un jeune garçon. La deuxième partie, qui constitue presque tout l'ouvrage, est le récit des 227 jours d'une traversée longue et douloureuse. La troisième partie, dans laquelle Pi est sauvé et son expérience remise en question, dévoile d'autres points de vue sur le double désir de survie et de croire.
Le livre interpelle aussi le lecteur en ce qu'il l'invite à croire ou non à cette histoire. Selon l'auteur, il existe au moins deux façons de voir une même réalité et seule notre croyance nous permet de choisir la « meilleure ». C'est donc à la fin du livre que l'on s'aperçoit des deux histoires possibles, Martel nous laissant le choix entre les deux.
Le livre explore également trois religions symbolisées par Pi : l'hindouisme, l'islam et le christianisme. Un autre personnage, Kumar, symbolise l'athéisme.

## Résumé

### Partie 1:Toronto et Pondichéry
Le roman commence par un Piscine Molitor Patel adulte, longtemps après le naufrage. Il brosse un bref portrait de lui-même, explique son parcours, ses études de zoologie et de théologie et surtout, introduit le lecteur à son histoire.
Enfant, il fut appelé Piscine Molitor Patel par son oncle en hommage à la piscine olympique de Paris. Ce prénom devient très vite la source de sobriquets lors de sa scolarité. C'est pourquoi Piscine, une fois arrivé au collège adopte le surnom de Pi. Ainsi lorsque les professeurs lui demandent son prénom, il se lève sans mot dire et dessine au tableau le symbole π ou 3,14… Il est dès lors appelé « Pi Patel ».
Deux choses marquent l'enfance de Pi. La première sera sa vie au zoo de Pondichéry. Son père en étant le directeur, il grandit autour des animaux du zoo. C'est l'occasion pour lui d'acquérir quelques connaissances de base en zoologie. Au fil du texte, l'auteur pose un premier questionnement sur les zoos à travers son personnage principal. Il aborde la question de la captivité, de la vie animale à l'état sauvage et de la place de la liberté. Le second thème abordé et qui tiendra une certaine importance par la suite est la religion puisque Piscine, à l'âge de 14 ans, découvrira, en plus de l’hindouisme, l'islam et le christianisme. Il devient fidèle des trois religions sans distinction, fréquentant à la fois le temple hindou, l'église et la mosquée. Lorsque les prêtres des trois religions ainsi que les parents de Pi tentent de lui faire comprendre qu'il ne peut pas adopter trois religions à la fois, il répond simplement qu'il désire aimer Dieu. Les adultes acceptent donc ses trois religions. Il est baptisé et reçoit un tapis de prière islamique.
L'événement qui clôt cette première partie est le déménagement. Le mécontentement des parents de Pi envers le gouvernement indien ne cesse de grandir et ils décident finalement de vendre le zoo pour émigrer au Canada. La famille embarque donc sur un cargo japonais, le Tsimtsum, en compagnie de quelques animaux destinés à être vendus.

### Partie 2:L'Océan Pacifique
C'est cette deuxième partie qui occupe la majeure partie du roman. Il s'agit de l'histoire du naufrage du navire japonais et de la survie du jeune homme seul sur un canot de sauvetage en compagnie d'un tigre du Bengale adulte de 200 kilos. Au cours de sa dernière nuit sur le navire, Pi entend un bruit d'explosion. Il monte alors sur le pont principal et comprend très vite que le navire est en train de sombrer. Il est jeté sur une chaloupe de sauvetage par un membre de l'équipage, bientôt suivi par un zèbre qui se casse une patte en tombant dans le canot. 
Le lendemain du naufrage, il s'aperçoit de la présence d'une hyène tachetée et d'un orang-outan. La hyène dévore le zèbre membre après membre sous les yeux horrifiés du jeune Patel. Ensuite, un combat éclate entre la hyène et l'orang-outan. Après une lutte entre les deux animaux, la hyène tue l'orang-outan. Ce n'est qu'ensuite que Pi se rendra compte de la présence de Richard Parker, un tigre du Bengale qui s'était jusqu'ici caché sous la grande bâche orange qui recouvrait une partie du navire. Le tigre dévorera à son tour la hyène. 
Les pages suivantes sont un récit des 227 jours durant lesquels il survivra tant bien que mal grâce à quelques maigres provisions et outils. L'une de ses principales préoccupations sera bien sûr la présence de Richard Parker. S'installe alors une relation ambivalente entre le garçon et le tigre où se dispute la crainte et la reconnaissance. Piscine a conscience de l'omniprésence du danger mais ne peut s'empêcher de sentir quelque chose qui ressemble à de la gratitude envers le tigre car, comme il le dit, sans lui, sans la menace constante d'être dévoré, il n'aurait probablement pas gardé cette volonté de survivre. C'est grâce à Richard Parker que Pi parvient à oublier la mort de ses parents, son état désespéré, la faim… Il apprend à dresser l'animal grâce à un simple sifflet à la manière des dompteurs de cirque. Il tente d'instaurer grâce à ses connaissances du monde animal une relation dominant-dominé. Il prend la place du mâle alpha en délimitant son territoire et en nourrissant régulièrement le prédateur.
Cependant, les vivres stockés dans le canot de sauvetage viennent vite à manquer et le garçon est contraint d'apprendre à pêcher les tortues, les daurades et parfois même les requins.
Au bout de quelque temps son canot touche terre. Il s'agit d'une petite île du Pacifique couverte de verdure et pleine de bassins d'eau douce. L'endroit apparaît aux yeux du jeune Indien comme un véritable havre de paix. Il y regagnera des forces grâce à des plantes mystérieuses qui semblent filtrer l'eau de mer en absorbant le sel. En outre, elle n'est peuplée d'aucun parasite ni créature, si ce n'est une immense colonie de suricates qui est parvenue d'une certaine manière à s'adapter aux conditions de vie de l'île. Pi décidera de s'y reposer quelque temps, passant ses journées à dresser Richard Parker et ses nuits à dormir perché dans les grands arbres entouré des suricates. Il fera cependant une découverte terrible : l'île entière est carnivore. La nuit tombée, les plantes sécrètent une sorte d'acide qui brûle toute créature posant le pied sur l'île. Les arbres eux-mêmes sont acides bien que plus lents à agir.
Il reprend la mer dès le lendemain, toujours accompagné de Richard Parker. Il atteindra finalement la côte du Mexique. Richard Parker disparaît dans la jungle mexicaine sans le moindre regard en arrière et Pi est retrouvé par des Mexicains.

### Partie 3:Cabinet médical de Benito Juárez, Tomatlán, Mexico
Cette troisième et dernière partie prend la forme d'un dialogue entre Piscine Molitor Patel et deux Japonais. Ces deux derniers souhaitent obtenir un compte-rendu du naufrage afin d'en déterminer les causes. Le dialogue entre les trois hommes est utilisé par l'auteur comme prétexte pour poser une nouvelle réflexion sur le sens d'un récit, des mots employés et le crédit qu'on apporte à une histoire donnée. Les deux Japonais se montreront sceptiques devant l'histoire du jeune homme et déclareront de but en blanc qu'ils n'en croient pas un mot. Pi leur raconte alors une seconde histoire plus crédible mais aussi infiniment plus effrayante.
Dans ce second récit, ils étaient quatre rescapés du naufrage : lui, sa mère, le cuisinier et un marin qui ne parlait pas anglais et s'était brisé la jambe en tombant. Malgré tous les soins de Pi et de sa mère, la blessure du marin s'infecta et le cuisinier propose de l'amputer afin d'éviter la septicémie. Il s'avère en fait que le cuisinier est un homme cruel et violent qui comptait utiliser le membre amputé comme appât pour pêcher. Le marin succombe à ses blessures et le cuisinier le démembre progressivement, n'épargnant pas même les intestins. L'horreur monte encore d'un degré lorsque Pi et sa mère découvrent que le cuisinier dévore les membres du marin au lieu de les utiliser comme appâts. Trop effrayés et dépendants de l'homme, les deux Indiens n'oseront rien tenter. Un peu plus tard néanmoins, une dispute éclate entre le cuisinier et la mère de Pi. Cette dernière pousse son fils sur le radeau fabriqué plus tôt comme plateforme de pêche afin de le protéger. Il assiste terrifié au meurtre sauvage de sa mère. L'horreur atteindra son paroxysme lorsque le cuisinier lui jettera la tête de sa mère fraîchement assassinée. Pi poignarde l'homme à son tour et mange son cœur.
Au terme de ce second récit, Pi demande aux Japonais laquelle des deux histoires ils préfèrent croire étant donné qu'elles sont toutes deux plausibles et expliquent toutes deux le naufrage et sa survie sur le radeau de sauvetage. Les Japonais qui auparavant ne croyaient pas le jeune Indien choisissent la première histoire.

### Conclusion et tentative d'analyse
Le lecteur est laissé avec deux issues aux deux récits. Il est laissé libre de choisir. La première est décrite comme plus difficile à croire mais, comme l'explique Pi, cela ne la rend pas impossible pour autant. La deuxième est tout aussi possible. Il est facile de voir la première histoire comme la réaction d'un enfant passionné de zoologie après un traumatisme intense. En outre, les deux histoires présentent quelques similitudes frappantes. Le marin à la jambe cassée serait associé au zèbre (qui avait également la patte cassée), le cuisinier à la fois à la hyène tachetée qui démembre violemment le zèbre pour le dévorer et au rescapé français rencontré au cours du premier récit, sa mère à l'orang-outan tué par la hyène et enfin le tigre au garçon lui-même. C'est l'analyse faite par les deux Japonais et elle constitue une réponse possible.
Au cours de la première partie du roman, l'auteur insère régulièrement des passages en italique concernant la vie de Piscine une fois adulte. C'est une autre originalité de ce livre : il « casse » l'habituelle structure narrative linéaire avec de fréquents retours au passé, des aperçus de l'avenir bien que le récit suive globalement une structure linéaire (enfance au zoo, naufrage et survie dans le Pacifique puis finalement sauvetage et récits). En replaçant les événements dans un ordre chronologique, on apprend que Pi dans sa vie d'adulte poursuit ses études à l'université de Toronto et finalement se marie avec une femme d'origine indienne également. Il demeure au Canada car comme il l'explique aux deux Japonais, plus rien ne l'attend désormais en Inde. Il n'abandonnera jamais ses trois religions et sa maison est décrite comme remplie d'objets religieux de confessions diverses.

## Personnages principaux

### Piscine Molitor Patel
« Il acquiert couche après couche une riche spiritualité et la synthétise brillamment dans un système de croyance personnel et dans une vie de dévotion qui est à couper le souffle de par sa profondeur et sa portée. Sa jeune exploration de la religion comparative culmine dans une magnifique épiphanie de sorts. » Phoebe Kate Foster, de PopMatters.
Piscine Molitor « Pi » Patel est le narrateur et le protagoniste de l'histoire. Son nom vient d'une piscine parisienne, alors que ni son père ni sa mère n'aiment particulièrement la natation. Pi est le surnom qu'il se donne, pour simplifier son prénom dont la prononciation est difficile pour ses camarades indiens ; et fait évidemment référence au nombre 3,14. L'histoire est racontée du point de vue du narrateur, le Pi d'entre-deux âges qui, mari et père, vit au Canada. Son histoire se déroule lorsqu'il a 16 ans. Il raconte l'histoire de sa vie et des 227 jours passés dans le Pacifique après le naufrage du bateau qui était censé l'amener, lui et sa famille, à Winnipeg (Canada).

### Richard Parker
Richard Parker est un tigre du Bengale de 200 kg qui se retrouve avec Pi sur le canot de sauvetage après le naufrage. Le fauve survit grâce à la nourriture et l'eau qu'il lui procure. Ils deviennent tous deux proches, et se soutiennent dans la lutte de la survie. Pi décidera, une fois sa peur passée, de le dresser, faisant en sorte de ne pas lui servir de repas.
Son nom vient d'un personnage des Aventures d'Arthur Gordon Pym d'Edgar Allan Poe (1838). Cependant, beaucoup d'autres hommes nommés Richard Parker ont influencé le choix de Martel, étant liés à des contes de naufragés sur le cannibalisme. Ces contes abondaient aux XVIIIe et XIXe siècles, par exemple avec le navire Francis Spaight qui a fait naufrage en décembre 1835 en Atlantique nord. Ses survivants sont connus pour avoir pratiqué le cannibalisme pour survivre. En janvier 1846, un second navire nommé également Francis Spaight a coulé, emportant un homme nommé Richard Parker avec lui. 
En 1884, 46 ans après la publication du roman de Poe, un nouveau naufrage montra de nombreuses similitudes avec cette histoire  : le naufrage du yacht Mignonette qui faisait route vers l'Australie a livré à eux-mêmes le capitaine Tom Dudley et trois marins dans l'océan Pacifique. Ils ont décidé que manger l'un d'entre eux était leur seule chance de survie. La victime était un jeune garçon de cabine de 17 ans nommé Richard Parker.. Un livre d'A. W. Brian Simpson sur ce sujet mentionne le Francis Spaight et parle également d'un bateau nommé Tiger (tigre en anglais) sur lequel un jeune homme a été victime de cannibalisme en 1766. Yann Martel, après avoir eu connaissance de ces événements, a pensé que « tant de victimes nommées Richard Parker ont forcément une signification ».

## Controverse
Des accusations de plagiat ont été lancées contre Yann Martel. Dans la préface, il remercie l'auteur brésilien Moacyr Scliar à qui il doit L'Étincelle de vie. Ce dernier a publié en 1981 Max e os Felinos (Max et les Chats), l'histoire d'un réfugié allemand qui traverse l'océan Atlantique en compagnie d'un jaguar. 
Yann affirme qu'il n'a pas lu le livre de Scliar, seulement une critique quelques années avant de rédiger L'Histoire de Pi. Au moment de la remise du Booker Prize à Yann Martel, Scliar était perplexe, car Martel ne l'avait pas informé de son projet. Bien qu'il ait consulté ses avocats, Scliar semble avoir renoncé à une poursuite judiciaire.

## Adaptations

### Édition illustrée
En octobre 2004, une compétition mondiale a été lancée pour trouver un artiste qui illustrerait L'Histoire de Pi. Elle a été lancée par l'édition écossaise Canongate Books, et par les journaux The Times, The Age et The Globe and Mail. L'artiste croate Tomislav Torjanac a été sélectionné pour réaliser cette illustration, parue avec la nouvelle édition en septembre 2007.

### Adaptation cinématographique
M. Night Shyamalan, le réalisateur de Sixième Sens, désirait adapter l'histoire au cinéma. Il a cependant abandonné, préférant qu'Alfonso Cuarón (réalisateur de Harry Potter et le Prisonnier d'Azkaban) s'en occupe. Le studio Fox 2000, propriétaire des droits, avait annoncé que ce serait le réalisateur français Jean-Pierre Jeunet – Le Fabuleux Destin d'Amélie Poulain étant très connu aux États-Unis – qui l'adapterait au cinéma en 2006, avant que ce projet ne soit abandonné pour des raisons de budget. C'est finalement le réalisateur Ang Lee qui porte le livre à l'écran pour une sortie en novembre 2012 au Québec sous le titre L'Histoire de Pi et en décembre 2012 en France sous le titre L'Odyssée de Pi, se basant sur le scénario de Davig Magee adapté du roman de Martel. Pi est joué par Suraj Sharma dont c'est le premier rôle.

## Anecdotes
Dans une compétition organisée par CBC, Canada Reads, la version anglaise était en lice en 2003 en tant qu'ouvrage à lire. En 2004, la version française était en lice dans une compétition organisée par Radio-Canada, le Combat des livres.
Ce sont les parents de Yann Martel, tous deux traducteurs de métier, qui ont traduit l'ouvrage en français.

## Distinction
- Goncourt des animaux 2004